# Арема (футбольний клуб)
Футбольний клуб «Арема Кронус» або просто «Арема Кронус» — індонезійський футбольний клуб з міста Маланг, в провінції Східна Ява, який виступає в Суперлізі Індонезії.

## Досягнення

### Національні
- Суперліга Індонезії[1]
  -  Чемпіон (1): 2009–10
  -  Віце-чемпіон (2): 2010–11, 2013

- Перший дивізіон Чемпіонату Індонезії
  -  Чемпіон (1): 2004[2]

- Галатама[1]
  -  Чемпіон (1): 1992–93

- Прем'єр-ліга Індонезії
  -  Бронзовий призер (1): 2011–12[3]

- Кубок Соератін
  -  Чемпіон (1): 2007[4]

- Піала Індонезія
  -  Чемпіон (1): 2005,[2] 2006[2]

- Піала Галатама
  -  Фіналіст (1): 1992[5]

- Піала Презіден
  -  Бронзовий призер (1): 2015[6]

### Континентальні
- Ліга чемпіонів АФК
  - 1/4 фіналу (1): 2012[7]

## Клуби-побратими
- Брисбен Роар[8]

- Консадоле Саппоро[9]

- Гресік Юнайтед[10]